# Yago, pasión morena
Yago, pasión morena fue una telenovela argentina producida por Grupo Telefe en el año 2001. Protagonizada por Facundo Arana y Gianella Neyra. Coprotagonizada por Daniel Kuzniecka, Mario Alarcón, Daniel Miglioranza, Ximena Fassi, Carlos Nieto, Oscar Alegre y Anita Martínez. Antagonizada por Romina Gaetani y Norberto Díaz. También, contó con las actuaciones especiales de Raúl Lavié y los primeros actores Juan Carlos Dual, Cecilia Maresca y Lita Soriano. La idea original fue de Ricardo Rodríguez y Claudia Piñeiro, y sus autores fueron Ricardo Rodríguez, Oscar Ibarra y Daniel Delbene. 
Cuenta la historia de Yago, un hombre solitario que vive en la Selva Misionera, quien tras un accidente aéreo conoce a Morena Gallardo, una mujer de la gran ciudad. Así comienza una apasionante historia de amor, llena de enredos y desencuentros, que unirá las historias de estos personajes para siempre.

## Protagónicos
- Facundo Arana ... Yago Valdez - Fabio Sirenio
- Gianella Neyra ... Morena Gallardo
- Romina Gaetani ... Cassandra - Melina
- Daniel Kuzniecka ... Tomás Salaberry

## Reparto
- Norberto Díaz ... Aldo Sirenio
- Juan Carlos Dual ... Llamita - Franco Sirenio
- Cecilia Maresca ... Mercedes Gallardo
- Federico Olivera ...  Renzo Chamorro
- Lita Soriano ... Josefina
- Mario Alarcón ... Roberto Cárdenas
- Daniel Miglioranza ... Lucio Sirenio
- Raúl Lavié ... Gardel
- Luis Luque ... Ramón
- Ximena Fassi ... Laura
- Marcelo Cosentino ... Celso
- Carlos Nieto ... El Sordo
- Oscar Alegre ... Rufino
- Anita Martínez ... Luisa
- Mario Moscoso ... El Tordo
- Mónica Gazpio .... Elena Sirenio
- Gastón Soffritti ... Mateo Sirenio
- José Palomino ... Adolfo Trueba
- Liliana Ortega ... Jazmin
- Edgardo Moreira ... Reynoso
- César Bernal ... Aníbal
- Roberto Cattarineu ... Comisario Fraga

- Fernando Caride ... Sarlinga
- Tony Vilas ... Caburé
- Melina González ... Rosalía
- Héctor F.Rubio ... Padre Atlio
- Matias Sanchez ... Pablo
- Roberta Casal ... Griselda
- Liliana Simoni ... Alejandra
- Hugo Cosiansi ... Dr. Vega
- Ana María Cores ... Cecilia
- Betty Villar ...  Fiscal
- Carlos Bermejo ... Comisario Roca
- Patricia Castell ... Jacinta Rivero

## Versiones
- La productora mexicana TV Azteca realizó una versión en 2009 bajo el nombre de Pasión morena, producida por Rita Fusaro y Claudio Meilán y protagonizada por Paola Núñez y Víctor González.